# Diriku
Diriku és una llengua bantú que es parla a Namíbia, Angola i Botswana. El seu codi ISO 639-3 és diu. Hi ha un total de 31.400 diriku-parlants.

## Noms alternatius
El diriku també s'anomena amb els següents noms: Diriko, Gciriku, Mbogedo, Mbogedu, Rugciriku i Shimbogedu.

## Classificació
La llengua diriku pertant a la gran família de llengües del Níger-Congo. La seva classificació segons les famílies a les quals pertany és: Níger-Congo - Atlàntic-Congo - Volta-Congo - Benue-Congo - Bangoid - Meridional - Narrow Bantú - Central - K - Diriku (K.70).

## Família lingüística
El diriku és una llengua luyana juntament amb el luyana, el mbowe, el mashi, el kwangali, el mbukushu i el simaa.

## Diriku a Namíbia
A Namíbia hi ha 29.400 diriku-parlants (1982). Es parla a l'Okavango. A Namíbia és una llengua nacional, que s'utilitza a les escoles i a l'administració. També hi ha programes de ràdio en llengua diriku i un diccionari del 1988.

## Diriku a Angola
No es coneix el nombre de diriku-parlants que hi ha a Angola, país a on es parla a la frontera sud-oriental amb Namíbia, entre Kwangali i Ndonga.

## Diriku a Botswana
A Botswana, hi ha 2000 (2004) persones que parlen Gciriku (que és com anomenen a allà el diriku.